# 체육인재육성재단
체육인재육성재단(體育人才育成財團)은 체육분야 인재육성사업 수행을 통해 체육발전과 국제적 위상을 제고함으로써 국가발전에 기여하기 위하여 민법에 의거 2007년 1월 31일 설립된 문화체육관광부 산하의 재단법인이며, 기타공공기관으로 지정되었다. 2016년 1월 1일 서울올림픽기념국민체육진흥공단에 통합되었다.

## 주요기능 및 역할
- 체육분야 인력양성 프로그램 개발, 운영지원 및 평가
- 체육분야 인력 양성을 위한 학술연구 및 조사
- 체육분야 인력 양성 관련 관계기관 네트워크 구축
- 체육분야 인력 양성 관련 국내외 정보 구축 및 제공
- 기업의 체육분야 지원 활성화 및 체육인력 자생력 강화를 위한 교류기반 마련
- 기타 재단의 설립 목적을 달성하는데 필요한 사업

## 기관 연혁
- 2007년 1월 30일 : 재단 설립
- 2007년 2월 8일 : 제1대 배종신 이사장 취임
- 2008년 4월 25일 : 제2대 임번장 이사장 취임
- 2010년 1월 29일 : 기타공공기관 지정
- 2010년 2월 8일 : 제3대 정동구 이사장 취임
- 2013년 6월 21일 : 제4대 송강영 이사장 취임
- 2016년 1월 1일 : 국민체육진흥공단과 통합